# 수원보호관찰소 성남지소
수원보호관찰소 성남지소는 수원보호관찰소의 보호관찰, 사회봉사·수강명령 집행과 판결전조사·환경조사 및 범죄예방 활동 등의 업무를 분장·수행하기 위하여 설립된 대한민국 법무부 범죄예방정책국 예하 수원보호관찰소 소속기관으로 성남지소장(4급)은 서기관으로 보한다. 본래는 경기도 성남시 수정구 성남대로 1202 (수진동 3996) 유천빌딩 2,4,5층에 위치하고 있었으나 임차계약 만료로 2013년 9월 4일 새벽 분당구 서현동으로 이전하였다.

## 연혁
- 1998년 12월 31일 보호관찰법 제정 공포(법률 제4095호)
- 1989년 7월 1일 보호관찰제도 도입 실시
- 1989년 7월 31일 수원보호관찰소 개소
- 2000년 3월 7일 수원보호관찰소 성남지소 개소
- 2004년 6월 12일 직제시행규칙 개정으로 「관호과(觀護課)」의 명칭을 「관찰과(觀察課)」로 변경

## 관할 구역
- 성남시
- 하남시
- 광주시

## 조직

### 성남지소장
- 관찰과
- 집행과

## 사건·사고 및 논란

### 주민들의 청사 입주 거부 및 반발
2013년 9월 5일 경기도 성남시 수정구 수진2동에 있던 수원보호관찰소 성남지소가 분당구 서현동의 한 건물을 임차해 이전했다. 이전 작업은 주민 반발을 의식한 듯 9월 4일 밤부터 5일 새벽까지 기습적으로 이루어졌다.
이에 대해 성남시청 관계자는 "이전 계획을 미리 통보도 받지 못한 상태에서 새벽녘 이전을 감행하는 일이 벌어졌다" 면서 반발했다.
반면 법무부 관계자는 데일리안에 “수진동에 있던 관찰소는 입구 바로 앞이 버스정류장이고 행인이 많기 때문에 대낮에 이삿짐 차량을 동원할 수 없었다”면서 “그래서 인적이 드문 새벽에 이삿짐 차량을 이용해 이사를 한 것”이라고 ‘기습이전’에 대해 해명했다. 또한 수원보호관찰소 성남지소 관계자는 "자기를 관리하는 보호관찰소 인근에서 범죄를 저지르는 건 상상하기 힘들다"며 관찰소 인근에서 범죄 신고가 없었다고 언급했다.
한편, 2000년 설립된 수원보호관찰소 성남지소는 기피시설이라는 인식 때문에 수진2동에서만 3번을 이전했고 구미동과 여수동, 야탑동으로 이전을 추진했으나 번번히 주민반발에 부딪혀 무산된 바 있다. 2005년 5월에는 성남시 분당구 구미동 23의3 옛 재정경제부 땅을 양도받아 2009년 이전을 추진하다가 주민 반대에 부딪쳤다. 이후 2010년 5월에는 구미동 부지와 야탑3동 135의1 고용노동부 중부지방고용노동청 성남고용노동지청 부지와 청사를 맞교환했으나 이 역시 주민 반발로 무산됐다. 2011년 9월 수진2동에서 맞은편 건물에 재입주하자 주민과 지역정치인들이 나서 80여차례 집회로 이전을 촉구했다. 이번 분당 학부모의 반발은 수진2동 청사 임차계약 만료(18일)를 앞두고 2013년 9월 4일 새벽 기습적으로 분당구 서현동으로 이전하면서 비롯됐다. 서현동 이전에 앞서 여수동, 야탑동 등을 이전지로 물색했지만 헛수고였다. 야탑동 주민들은 2013년 8월 고용노동부 성남지청이 야탑동에서 구미동으로 이전하자 '집주인' 법무부 산하 보호관찰소가 들어올 것을 우려, 불침번까지 섰다. 지난 13년간 네 번 이사하고 다섯 동네에서 둥지를 찾았으나 모두 퇴짜 맞고 '떠돌이 신세'를 벗어나지 못한 것이다.
보호관찰소는 보호관찰을 조건으로 선고유예를 받은 자, 집행유예를 선고받은 자, 가석방되거나 임시 퇴원된 자 등을 보호관찰하거나, 사회봉사명령 집행, 범죄예방자원봉사위원 교육 훈련 및 업무 지도, 소년사범 선도업무 등을 담당하는 법무부 소속기관이다. 서울, 광주, 부산, 대전, 대구 등 17개 본소가 광역시에 설치되어 있으며, 그 사무 일부의 처리를 위해 서울서부지소 등 40개의 보호관찰지소가 설치되었다.
수원보호관찰소 성남지소 이전 논란과 관련하여 김희연 경기개발연구원 사회경제센터장은 “보통 혐오·기피시설 입주로 인한 지역갈등에서는 ‘주민 설득 과정 부족’이 주요 원인”이라며 “주민들은 왜 기피시설을 우리 지역에 이전하는지, 이 시설이 과연 어떤 시설인지 상세한 설명을 원한다”고 말했다. 이어 “기피시설이 들어설 경우 해당 지역 주민들이 가장 우려하는 것은 지가 하락”이라며 “지가 하락을 막을 수 있는 다른 시설들을 보완재로 같이 입지시키는 등 인센티브가 필요하다”고 말했다.
2013년 9월 5일 보호관찰소이전반대를위한분당학부모비상대책위원회가 긴급 조직되었다. 보호관찰소이전반대를위한분당학부모비상대책위원회는 성명서를 통해 “그 어떠한 설명이나 알림도 없이 보호관찰소가 분당 심장부 서현동으로 기습 도둑 이사를 한 것을 강력 규탄한다”고 밝혔다. 또한 “부천의 경우 7번의 주민 공청회를 통해 여론을 모았다고 하는데 분당은 주민 설명회 한번 없었다”며 “향후 벌어질 사태를 누가 책임질 것이냐”고 목소리를 높였다.
밤샘농성에 들어간 분당구민들은 범시민비상대책위원회를 꾸려 보호관찰소 직원 출근 저지 농성 및 법무부 항의 집회 등을 전개하며 보호관찰소 이전 철회를 촉구했다.
2013년 9월 6일 보호관찰소이전반대비상대책위원회 회원 5백여 명은 저녁 집회를 열고 수원보호관찰소 성남지소가 성남시 분당구 서현동으로 이전돼서는 안 된다고 주장했다. 회원들은 법무부가 공청회도 없이 이전을 강행했다고 덧붙였다. 이들은 "아무런 설명이나 알림도 없이 분당 심장부로 '도둑이사'를 한 것"이라며 "분당지역 청소년 문화중심지이기 때문에 이전을 즉각 철회할 것“을 요구했다. 덧붙여 "청소년들이 신상도 알 수 없는 1천500명의 범죄자에게 24시간 노출되는 것"이라며 "이를 지역이기주의로 매도할 수 있나"고 반문했다.
이와 관련하여 법무부와 성남시청 홈페이지에 민원 글이 쇄도하자 이재명 성남시장은 트위터를 통해 "시청에 통보 없이 한 일이라 황당하다"며 "업무시설에 보호관찰소가 들어갈 수 있게 정부가 법을 고쳤고 현 건물이 업무시설이기 때문에 정부 결단 이외에 시청으로써는 막을 방법이 없다"고 입장을 표명했다. 성남보호관찰소 관계자는 "보호관찰소 대상자들이 오후 6시 이전에 귀가하도록 하고 관리형태도 가정방문 위주로 전환하는 등 주민 피해가 없도록 운영을 보완하겠다"고 발표했다.
2013년 9월 7일 이재명 성남시장은 자신의 트위터에 ‘관찰·교육대상자들 관찰소 출입 제한’ 방안을 제시하고, 새누리당 이종훈 국회의원(분당구 갑)도 보호관찰소 이전을 위해 총력을 기울이겠다고 천명하고 나섰다.
한편 성남 분당구청은 이날 수원보호관찰소 성남지소가 기습 이전한 곳으로 알려진 서현동 274-2번지 8층짜리 건물 건축주에게 3층의 불법용도변경한 부분에 대한 자진 원상 복구하도록 시정명령했다. 현장조사 결과 지상 1층~2층은 불법사항은 없었으나, 3층은 전체면적 325.88m2를 당초 허가용도인 ‘제2종근생(안마시술소)’가 아닌 ‘업무시설(사무실)’로 불법 용도 변경해 사용 중이었다. 분당구청은 오는 10월 7일까지 원상복구하지 않으면 관련법에 따라 사법기관 고발 및 추가적인 행정조치를 취할 예정이다.
2013년 9월 8일 분당지역 학부모 1500여명(경찰 추산)은 성남시 분당구 서현역 로데오거리에서 수원보호관찰소 성남지소 이전을 요구하는 집회를 열었다. 이날 서현동 지역 학부모들은 ‘보호관찰소이전반대를위한분당학부모비상대책위원회’를 결성했다. 보호관찰소이전반대를위한분당학부모비상대책위원회는 성남시청 게시판과 법무부 홈페이지에 수십건의 집단 민원을 제기하는 한편 탄원서 제출을 위한 서명운동과 규탄 집회도 전개한다는 계획이다.
보호관찰소이전반대를위한분당학부모비상대책위원회 관계자는 “수원보호관찰소 성남지소가 분당 청소년의 문화장소인 서현동으로 도둑 이사했다”면서 “모든 분당 학부모와 주민들의 힘을 모아 가능한 모든 방법을 동원해 보호관찰소 서현동 이전을 저지하겠다”고 말했다.
2013년 9월 9일 수원보호관찰소 성남지소 기습 이전에 반발하는 분당지역 학부모들이 보호관찰소 직원 출근 저지에 나섰다. 성남보호관찰소이전반대를위한학부모범대책위원회는 이날 오전 경기도 성남시 분당구 서현동 성남보호관찰소 입주 건물 앞에서 연좌 농성을 벌이며 출근을 막았으며 같은 건물에 입주한 일반 업체 직원은 신분을 확인하고 들여보냈다. 보호관찰소 직원 20여명은 건물에 접근하지 못하고 인근에서 대책을 논의하였다. 이에 따라 보호관찰소 업무가 사실상 중단돼 1500여 보호관찰 및 사회봉사명령 대상자 관리에 비상이 걸렸다.
이들과 별도로, 학부모 1600여명은 오전 8시께부터 전세버스 33대를 타고 정부과천청사로 이동해 법무부를 상대로 보호관찰소 이전을 촉구하는 집회를 벌였다. 학부모들은 “사전 협의나 공지 없이 분당신도시 한복판이자 청소년 문화공간에 수원보호관찰소 성남지소가 ‘도둑이사’해 아이들이 범죄에 노출됐다”며 이전 원천 무효를 주장했다.
이와 같은 우려의 목소리에 대해 한 법무부 관계자는 언론과의 인터뷰를 통해 “보호관찰소를 찾아오는 사람들은 주로 음주운전하다 걸린 교통사범이나 선도 교육 받고 있는 소년범이 대다수”이며 흉악범은 보호관찰관이 직접 방문해 관리하는 식이라고 해명했다.
이날 새누리당은 경기도 성남시 분당구 서현동으로 이전한 수원보호관찰소 성남지소 문제와 관련해 황교안 법무부 장관을 불러 긴급당정간담회를 열었다. 이 자리에서 황우여 새누리당 대표는 “지역 주민의 의견 수렴을 제대로 거치지 않은 정부의 정책 결정은 매우 심각한 문제를 초래할 수 있다. 따라서 어떠한 경우라도 해당지역 주민의 목소리를 담는 데 최선을 다해야 한다”고 밝혔다.
이혜훈 최고위원은 "수원보호관찰소 성남지소의 분당 이전을 두고 학부모들이 대규모로 반발하는 것을 기피 시설에 대한 지역 이기주의로만 폄하하기는 어려운 측면이 있다"고 지적했다.
해당 지역구 의원인 이종훈 새누리당 의원도 “보호관찰소를 현 지역으로 옮긴 것을 기정사실화하는 것은 결코 용납할 수 없다”며 즉각 철수할 것을 요청했다. 이 의원은 한겨레와의 통화에서 “보호관찰소가 주민의 분노 때문에 현실적으로 일을 할 수 없는 상황이다. 반드시 뜻을 관철할 것”이라고 말했다.
황교안 법무부 장관은 “당과 충분히 상의하지 않은 점을 매우 유감스럽게 생각한다. 지역 주민들의 안전에 대한 우려를 불식시킬 수 있도록 빠른 시일 내에 대안을 마련하겠다”고 말했다고 새누리당은 밝혔다.
이와 관련하여 법무부 문무일 범죄예방정책국장은 새누리당에서 요청한 수원보호관찰소 성남지소 사태 해결을 위한 긴급 당정회의를 마치고 "보호관찰소 논란이 뜨겁지만 수원보호관찰소 성남지소를 유지할 방침이라고 입장을 전했다"며 "보호관찰소에 대한 오해가 있지만 실제 보호관찰소에 출입하는 인원은 사안이 경미한 경우가 대다수이며 대체부지가 없어 서현동 이전이 불가피하다"고 밝혔다. 이어 "보호관찰 업무에 대한 오해 때문에 극심한 반대를 하고 있어 당황스럽다"며 "우려하는 전자발찌 착용자는 보호관찰소에 출석하지 않고 방문조사를 통해 관리하고 있다"고 말했다. 기습 이전 혹은 도둑이사와 같은 논란 등에 대해서는 "도둑이사를 하려고 했다면 추석연휴를 틈타 했을 것"이라며 "다른 곳에서는 큰 문제가 되지 않는 보호관찰소가 유독 분당에서 반대가 높아 당혹스럽다"고 말했다.
보호관찰소에 출석하는 대상자는 식품위생법 위반자, 성매매 사범이나 소년범 등 비교적 경미한 범죄자들이 주류를 이루고 있으며, 이들의 사회적응을 위해 보호관찰소가 꼭 필요하다는 것이다. 보호관찰소 설치 규정상 상업지역 내에 1000m2 이상의 규모로 설치되어야 하는 데 이같은 조건을 만족시키는 곳이 서현동 일대 뿐이 없다는 점에서도 서현동 이전이 불가피하다고 덧붙였다.
같은 날 이재명 성남시장은 트위터에서 "수원보호관찰소 성남지소 이전 논란을 두고 애꿎은 성남시청이 유치했다고 허위 사실을 유포하는 사람들이 있다"고 지적했다. 이 시장은 성남시청의 책임을 질타하는 트윗에 "박근혜 대통령이 이 문제를 님비(NIMBY·내 뒷마당에는 안 된다)라고 지적하자 법무부가 시에 알리지 않고 한 일이다. 업무시설에 보호관찰소 입주를 가능하게 만든 정부와 이 문제를 님비로 규정한 박근혜 대통령을 원망하라"고 반박했다.
이재명 시장은 트위터에 '성남보호관찰소 이렇게 풀어 가면 어떨까요?'라는 제목의 제안서도 올렸다. 제안서에서 이 시장은 "법무부 소속 수원보호관찰소 성남지소가 여러 곳(분당을구 구미동-분당갑구 야탑동-중원구 여수동-수정구 수진동)을 떠돌다 갑자기 분당구 서현동에 기습 이전했다. 이 때문에 보호관찰소에 불안감을 넘어 공포감을 느끼는 분당 주민들의 반발과 항의가 심각하다"면서 "성남시청이 보호관찰서 이전을 법적 권한을 행사해서 막자 정부가 2012년 도심 업무시설에도 관찰소가 들어갈 수 있도록 법령을 개정했고, 지난 9월 4일 새벽 군사작전하듯이 기습적으로 이전했다"고 비판했다.
이 시장은 "박 대통령의 '님비' 질책에 법무부가 일방적으로 이사를 추진했다"면서 박근혜 대통령의 '결자해지'를 요구하고 나섰다. 박근혜 대통령은 2013년 5월 국무회의에서 수원보호관찰소 성남지소 이전과 밀양 송전탑 사태를 예로 들며 님비 현상에 대해 우려한 바 있다.
결국 법무부는 '성남보호관찰소이전반대를위한분당학부모범대책위원회' 등에 "청사를 이전할 때까지 서현동 청사에서의 업무를 일체 중지하겠다"는 입장을 전달했다. 이어 "새로운 입지가 정해지면 떠날 것"이라며 "그곳에서 컨테이너 박스를 만들어서라도 업무를 보겠다"고 덧붙였다. 9월 4일 성남시 수정구 수진2동에서 서현역 인근으로 이전한 수원보호관찰소 성남지소는 주민들의 반발이 거세 이전 5일 만에 제3의 지역으로 이전하게 됐다.
이로써 국가기관 직원들이 청사 없이 외부를 전전하며 업무를 수행하는 사상 초유의 상황이 벌어지게 되었다. 수원보호관찰소 성남지소 측은 보호관찰대상자에 대한 대면 출석 지도를 중단하고 직원들이 찾아가는 출장 지도나 전화를 이용한 비대면 지도로 전환했다. 추석연휴가 끝난 이후에도 직원 28명은 야외에서 업무를 수행한다. 전산 업무가 필요하면 인접지역 보호관찰소 사무실을 이용한다. 이 때문에 집중관리대상자에 대한 대면 지도가 부실해질 가능성이 커졌다. 특히 소년 사범은 특성상 대면 지도가 재범 예방에 효과적이라는 게 정설이어서 청사 공백이 장기화되면 관리 시스템 붕괴마저 우려된다. 가정형편이 어려운 소년 사범을 대상으로 매년 추석명절에 하던 사회단체 연계 지원도 2013년에는 청사 사정 때문에 하지 못했다.
2013년 9월 10일 법무부가 보호관찰소 문제를 원점에서 재검토하겠다고 밝혔지만 수원보호관찰소 성남지소의 이전을 반대해 온 학부모들은 즉각적인 이전을 요구하며 이 지역 7개 초등학교 학생들의 등교를 거부하기로 했다. 등교 거부 학교는 수내초등학교, 분당초등학교, 서현초등학교 등 분당지역 7개 초등학교로 알려졌다.
한편, 학부모들은 다시 법무부와 협상을 진행하고, 그 결과에 따라 등교거부 중단이나 확대 여부를 결정하기로 했다. 성남보호관찰소이전반대학부모범대책위원회 관계자는 "완전 철수 때까지 긴장을 풀지 않겠다"며 "조속한 이전을 바란다"고 말했다.
2013년 9월 11일 성남보호관찰소분당이전반대범시민대책위원회는“11일부터 서현동 성남보호관찰소 앞 밤샘농성과 학교 등교거부를 전면 중지한다”고 밝혔다. 이어 “다만 서현동 청사에서 완전 이전하기 전까지 감시단을 구성해 지속적인 감시 활동을 펼치고, 성남시청, 학부모, 국회의원, 법무부가 함께하는 보호관찰소부지선정위원회에 적극 참여하겠다”고 덧붙였다. 이에 따라 11일 새벽 서현동 청사 앞에서 진행된 집회도 자진해산했고 학생들도 정상적으로 등교했다.
2013년 9월 12일 이재명 성남시장은 성남시청 한누리관에서 긴급 기자회견을 열고 "수원보호관찰소 성남지소 근본대책은 이제 성남시청이 책임지겠다"고 약속했다. 이재명 시장은 “이번 보호관찰소 문제는 소통과 합의의 과정 없는 일방행정, 원칙 없는 방황 행정은 시민의 저항으로 실패할 수밖에 없다는 것을 보여준 값비싼 교훈이었다”면서 “보호관찰업무는 불가피한 필수업무지만, 시민을 무시한 행정을 무산시킨 저력으로 이제 보호관찰소 문제에 대한 근본적이고 합리적인 해결에 힘을 모아야할 때”라고 강조했다.
이 시장은 법무부가 서현동 보호관찰소의 업무를 중단하고, 제3의 장소를 찾겠다고 발표는 했지만 근본적인 문제가 여전히 해결되지 않아 불안에 휩싸인 주민들을 위해 네가지 대책을 발표했다.
2013년 9월 13일 성남보호관찰소 분당구 서현동 기습 이전으로 인해 불거진 분당 학부모들의 집단 반발을 이끌던 '성남보호관찰소이전반대학부모범대책위원회‘가 공식해산했다. 성남보호관찰소이전반대학부모범대책위원회는 발표를 통해 “긴박했던 사안이 해결됐고 우리의 목적이 달성됐기에 이 시간부로 해산한다”며 “9월 9일 법무부로부터 이전 백지화를 약속 받았고, 성남시청으로부터 보호관찰소가 완전히 이전될 때까지의 지원을 약속받았다”고 해산 이유를 밝혔다.
2013년 9월 24일 성남시청은 수원보호관찰소 성남지소의 정상적인 운영을 위한 합의문안을 법무부 측에 전달하였다. 주요 합의내용은 민관합동대책기구 구성, 논의 내용 및 운영 과정 투명 공개, 임시 사무소 설치 협조 등이며 민관합동대책기구는 학부모 6명(구별 2명씩), 법무부·성남시청 공무원 3명씩 등 모두 12명으로 구성될 예정이다.
2013년 9월 26일 법무부와 성남시청은 보호관찰소 입지 문제 해결을 위한 민관합동대책기구 구성에 합의했다. 민관합동대책기구의 핵심인 ‘학부모 참여단’은 성남지역 초중고에 다니는 자녀를 둔 학부모이면 누구나 공개모집(9월 30일∼10월 7일 시 홈페이지)에 신청할 수 있다. 또한 분당구 서현동 청사에서의 업무는 중단하되 보호관찰 업무를 유지할 임시 사무소 설치 문제를 협의한다.
2013년 10월 8일 성남시청에 따르면 수원보호관찰소 성남지소 문제 해결을 위한 ‘학부모 참여단’ 공모를 지난 7일 자정 마감한 결과 1천472명이 신청했다. 지난 6일까지 300명 정도가 응모했으나 마감이 임박하면서 신청이 폭주, 7일 하루 동안 1천여명이 접수해 높은 관심을 반영했다. 학부모참여단은 보호관찰소 입지 선정 등과 관련한 공청회에 참여할 수 있으며 소셜네트워킹서비스(SNS)를 통해 의견을 제안하고 진행상황을 공유한다. 학부모참여단 가운데에서 지역별 대표로 선출되면 민관합동대책기구 회의에 학부모 대표로 참여할 수 있다.
구별로 분당구가 973명으로 가장 많았고, 수정구 324명, 중원구 175명으로 집계됐다. 이와 관련하여 성남시청 한승훈 대변인은 "수원보호관찰소 성남지소 문제는 첨예한 갈등이 발생했을 때 시민의 참여와 합의의 과정을 통해 정책을 결정해 나가는 새로운 갈등해결모델을 만드는 출발점이 될 것"이라고 말했다.

## 같이 보기
- 수원보호관찰소 안산지소
- 수원보호관찰소 안양지소
- 수원보호관찰소 여주지소
- 수원보호관찰소 평택지소